# Lefaucheux Mle 1858
La Lefaucheux Modéle 1858 era un revolver militare francese, progettato da Casimir Lefaucheux assieme a suo figlio Eugéne e adottato dalla Marine impériale. Venne inoltre adottato e prodotto da molti stati, tra i quali il Regno di Sardegna.

## Storia
Il rivoluzionario revolver si basava sulla cartuccia a spillo, inventata da Casimir Lefaucheux, padre di Eugéne. Questa munizione permise la realizzazione di questo primo revolver a retrocarica, a differenza per esempio della coeva Colt Navy, nella quale le camere del tamburo, con innesco a luminello, dovevano essere caricate e calcate dalla parte anteriore del tamburo. La pistola venne presentata per la prima volta nel 1851 all'Esposizione universale di Londra, brevettata in Gran Bretagna nel 1854.
Nel 1855, all'Esposizione universale di Parigi il revolver Lefaucheux suscitò l'interesse della Marine impériale francese. Alla competizione indetta nei tre anni successivi vennero presentati dalle rispettive aziende la Colt Navy, il Beaumont–Adams e appunto il Lefaucheux. Nella marina il problema delle munizioni con involucro cartaceo era particolarmente sentito a causa delle specifiche condizioni di utilizzo. Poiché le prime due pistole adottavano ancora questa soluzione, la scelta cadde sul revolver francese, ribattezzato quindi Pistolet-Revolver Modéle 1858 de Marine. La produzione venne assegnata alla Manufacture Impériale de Saint Etienne e in parte alla Escoffier. Lefaucheux si riservò il diritto di produrre l'arma per il mercato civile e per le forze armate estere. Benché non venisse adottato dall'Esercito del Secondo Impero francese, il revolver armò la cavalleria francese inviata in Messico nel 1862.
Nel 1859 l'arma venne adottata anche dalla Marina del Regno di Sardegna, che la denominò Pistola revolver Mod. Lefaucheux. Dopo l'unificazione del paese, la lotta al brigantaggio nelle regioni del sud, caratterizzato da rapide imboscate su piccole pattuglie, evidenziarono l'esigenza di un maggiore volume e rapidità di fuoco. Nel 1861 l'arma dei Reali Carabinieri adottò quindi, in sostituzione delle vecchie monocolpo ad avancarica Mod. 1847, una versione dedicata della Mle 1858, designata Pistola revolver da Reali Carabinieri Mod. 1861, caratterizzata maggiormente da canna accorciata e bacchetta disgiunta e ordinata in 12 000 pezzi. In attesa del modello specifico, l'urgenza di armare i carabinieri portò a immettere in servizio anche 5 000 esemplari della versione destinata al mercato civile, denominata solo Mod. Lefaucheux "lungo", e 3 000 della versione Mod. Lefaucheux "corto" ottenuta tagliando la canna della versione civile lunga.
Negli anni successivi la Mod. 1861 venne distribuita anche al Corpo delle Guardie doganali (poi Regia Guardia di Finanza) e al Corpo delle Guardie di Pubblica Sicurezza, agli ufficiali del genio militare, dell'artiglieria e degli alpini. Venne infine sostituita dal Chamelot-Delvigne Mod. 1874 con cartuccia a percussione centrale.
Il successo del revolver si estese alle forze armate anche di altri paesi. In Spagna il Mle 1858 Officier (per ufficiali) venne prodotta su licenza dalla Trubia e dalla Orbea, il Mle 1863 per truppa dalla Oviedo. La Manifattura di Kronborg produsse il revolver per la Marina danese nella versione Mle 1865, mentre per la Marina norvegese venne realizzata la versione ad hoc Mle 1864. L'arma venne inoltre acquistata dall'Esercito pontificio, da quello russo e dalla Marina svedese, oltre a essere copiata da numerose armerie belghe e tedesche.
Durante la Guerra civile americana, 12 000 Lefaucheux vennero fornite sia all'Esercito Nordista che a quello Confederato, presso i quali era soprannominato "French Trantor". Tuttavia queste armi vennero sostituite dalle Colt Navy e dalle Remington Model 1858 appena queste si rendevano disponibili.
Oltre che nella guerra di secessione, l'arma fu largamente impiegata nella guerra di Crimea e dagli spagnoli nelle guerre coloniali e nel conflitto ispano-americano per il controllo di Cuba.

## Tecnica

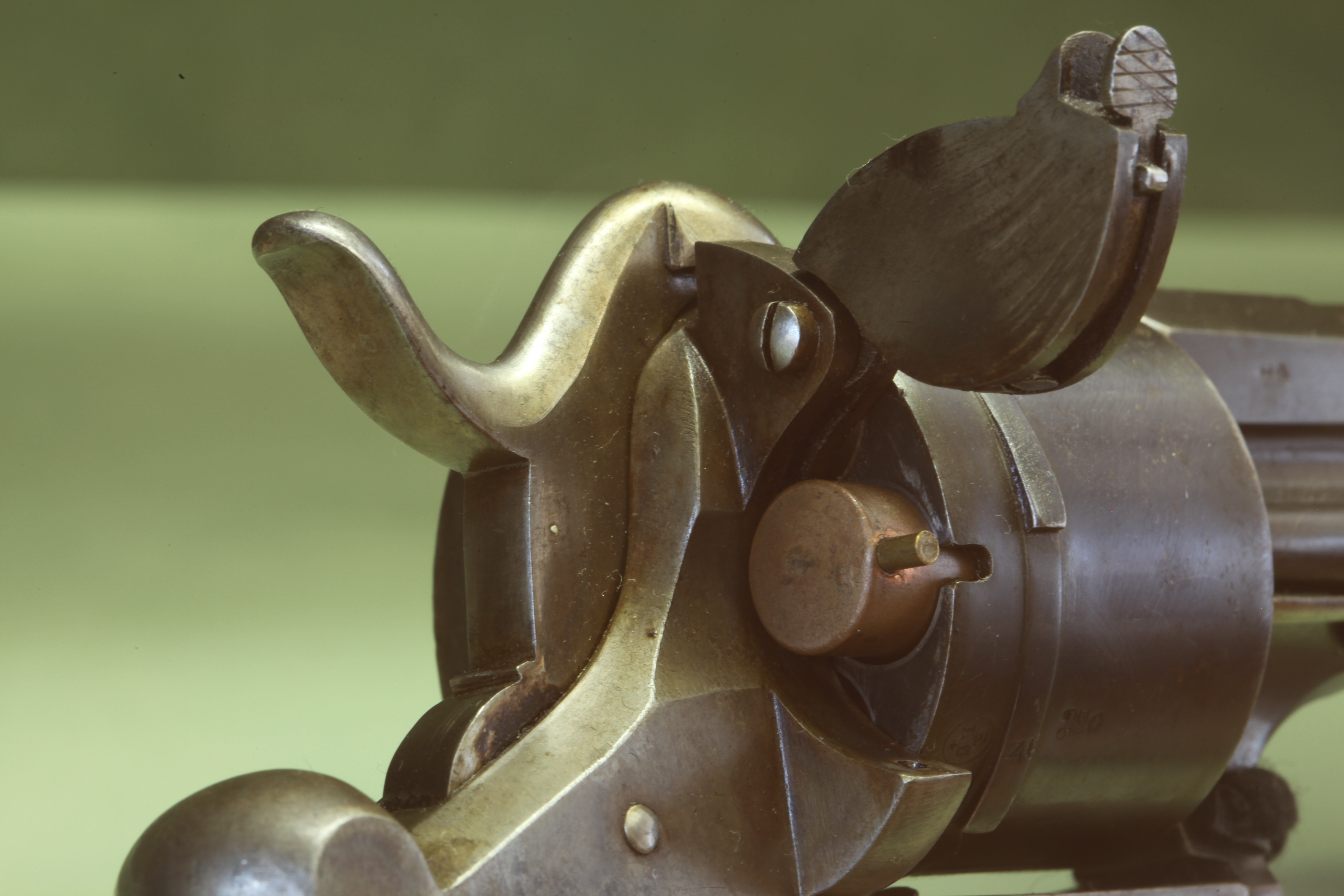
Vista dell'arma con sportellino basculante aperto e cartuccia a spillo parzialmente estratta.

L'arma Mle 1858 era una rivoltella ad azione singola e tamburo a 6 colpi lungo 33 cm. Impiegava una cartuccia con bossolo metallico in calibro 10,7 mm. Ogni camera di scoppio del tamburo presentava esternamente un intaglio dove si inseriva lo spillo della cartuccia, che, sporgendo leggermente dal profilo del tamburo stesso, veniva colpito dal cane e andava a innescare una capsula di fulminato di mercurio all'interno del bossolo. Il cane, che presentava superiormente una tacca di mira a V, aveva tre posizioni: abbattuto, mezza monta (che consentiva di ruotare il tamburo per ricaricarlo) e completamente alzato (pronto allo sparo). Il cane in condizioni di trasporto veniva portato abbattuto ed essendo l'arma ad azione singola, doveva essere rialzato manualmente prima di far fuoco e dopo ogni colpo. Le Lefaucheux prodotte per il mercato civile erano invece a doppia azione. La canna, rigata a 4 rilievi destrorsi, era lunga 155 mm ed era munita di mirino in volata. Essa era incassata nel "rinforzo", ovvero il supporto a L, il cui lato corto, detto "coda", si collegava con il guardamano dell'impugnatura. Essendo questo l'unico collegamento e mancando la staffa superiore, questa configurazione veniva definita a castello aperto. Il rinforzo portava centralmente due fori, uno per il perno del tamburo e uno, sul lato destro, per la bacchetta necessaria per l'estrazione del bossolo spento. L'estrazione e il caricamento delle cartucce avveniva tramite uno sportellino basculante sul lato destro del castello. Il calcio, piuttosto curvo all'indietro, aveva le guancette in legno, coccia arrotondata e anello per l'attacco del correggiolo. Il ponticello aveva profilo ovale.
La Lefaucheux "lunga" si distingueva essenzialmente per la canna lunga 157 mm, per la coccia sagomata a losanga e per la presenza dello sperone poggiadito sul ponticello del grilletto. La Lefaucheux "corta" montava una canna da 120 mm e ponticello con sperone; inoltre il "rinforzo" era modificato in modo che la bacchetta fosse svincolata; ovviamente il peso era inferiore, attestandosi sui 1 000 g invece che 1 050 (scarica).
La Mle 1863, realizzata dalla Fabrica de Armas Oviedo, era una pistola per la truppa e si distingueva essenzialmente per il profilo posteriore del calcio, che presentava una vistosa gobba ergonomica.
La Mle 1864 venne prodotta per l'esercito norvegese in 1 100 esemplari a singola azione con canna rotonda e in 200 pezzi a canna ottagonale per la truppa; per gli ufficiali vennero prodotte 200 pistole a tripla azione e canna ottagonale o rotonda. A questi si aggiunsero 300 revolver a singola azione e 200 a doppia azione per la marina norvegese.
Per il mercato civile vennero realizzate molte varianti sia dalla Manufacture d'Armes de Chasse et de Guerre (Liegi) di proprietà dello stesso Eugéne Lafaucheux, sia dalle diverse armerie europee che, su licenza o semplicemente copiandole, avevano iniziato a produrre il revolver. Vennero realizzati modelli a doppia e tripla azione; in calibro 9 mm a 12 colpi e in calibro 7 mm a 20 colpi, con doppia canna e tamburo con due file concentriche di camere di scoppio.

### La Lefaucheux Mod. 1861
La Pistola revolver Mod. 1861 per RR.CC., adottata dai Carabinieri prima e dalle altre forze armate e corpi del Regno d'Italia poi, differiva dal Mle 1858 essenzialmente per i seguenti aspetti: la canna era più corta di 40 mm, così come il tamburo era lungo 30 mm invece che 33 mm. La bacchetta di espulsione dei bossoli non scorreva bloccata nell'apposito foro ma era completamente estraibile; questo accorgimento fu richiesto in quanto la bacchetta era soggetta a piegarsi in caso di caduta e in questo caso era impossibile farla scorrere nel foro; per contro, la bacchetta libera veniva facilmente smarrita. Il ponticello era ovale, senza sperone e la coccia del calcio era arrotondata. Infine il mirino era più basso. Queste modifiche portavano a una riduzione del peso a soli 980 g.
La cartuccia a spillo impiegata dalle forze armate italiane era pesante 17 g, con pallottola ogivale e carica di 0,67 g di polvere nera.

## Gli sviluppi
La Mle 1858 nel 1862 venne leggermente modificata nella versione Mle 1858 N: la canna e il cane, prima realizzati in ghisa, vennero prodotti in fusione d'acciaio, così come la bacchetta, prima in ferro, venne realizzata da un tondino d'acciaio. Altri miglioramenti vennero apportati al sistema di rotazione del tamburo. Nel 1867 sugli esemplari di nuova produzione venne introdotta una guida per la bacchetta di espulsione, saldata sul lato destro della canna.
La versione Mle 1858 NT era invece profondamente modificata per l'utilizzo di cartucce a percussione centrale e per il funzionamento a doppia azione. La parte posteriore del castello venne modificata, con l'apertura di un foro per il percussore del cane. Le camere di scoppio del tamburo erano alesate per accogliere la nuova cartuccia e la loro parte iniziale fresata per ottenere una cornice dove si inseriva il collarino delle cartucce. Venivano lasciati gli intagli laterali come indicatori di camera carica. La tacca di mira era saldata sulla culatta della canna. La bacchetta scorreva su una guida sul lato destro della canna, come sul modello N.
L'adozione della munizione a percussione centrale portò anche la Danimarca a modificare, nel 1897, le sue Mle 1865 in Lefaucheux-Francotte Mle 1865/97 ricalibrato per la cartuccia da 11,45 mm a percussione centrale..
L'esercito svizzero richiese per i suoi ufficiali una particolare versione della Lefaucheux in calibro 9 mm. Questo Mle 1866 venne realizzato su licenza dalla Beuret di Liegi.